# Olyra horae
Olyra horae е вид лъчеперка от семейство Olyridae.

## Разпространение
Видът е разпространен в Мианмар.